# Eulalia van Mérida

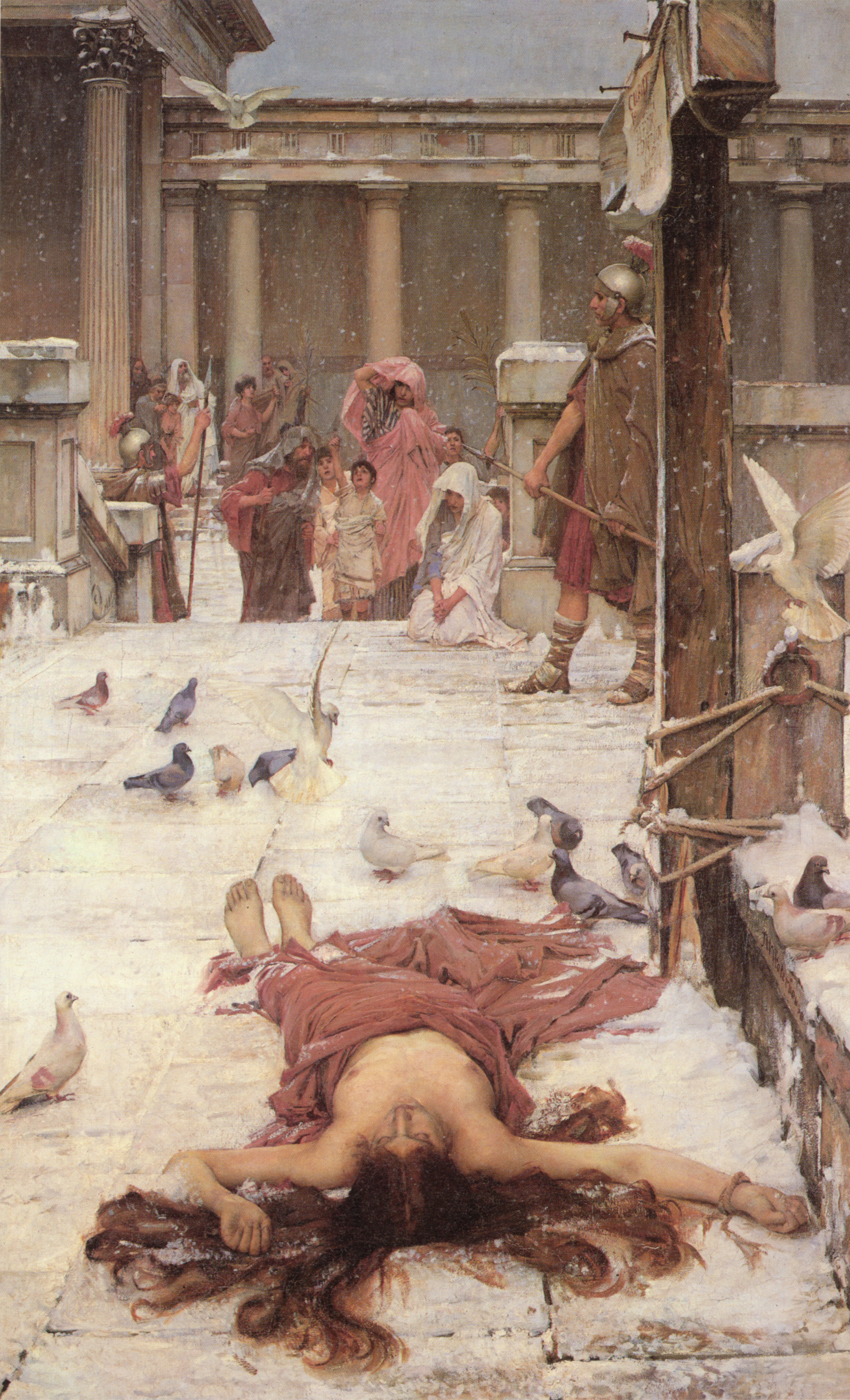
De Heilige Eulalia, even na haar dood, schilderij uit 1885 van John William Waterhouse

Eulalia van Mérida (292 – 10 december 304) is een katholieke heilige.
Ze werd geboren in Mérida, in het huidige Spanje, toen behorend tot het Romeinse Rijk. Haar ouders – van kennelijk goede komaf – waren christenen en zijzelf werd dan ook christelijk opgevoed. In haar jeugdjaren beleefde – onder invloed van keizer Diocletianus – de christenvervolging een hoogtepunt. Hij verordonneerde dat iedereen die zich niet hield aan het offeren aan de Romeinse goden, gevangengenomen moest worden en de doodstraf moest krijgen. Volgens de overlevering riep dit alles bij de nog zeer jonge Eulalia het verlangen op één te worden met haar lijdende geloofsgenoten.
Toen zij 13 jaar oud was, zou ze naar het gerechtshof van Mérida gegaan zijn, waar juist op dat moment onder leiding van stadhouder Dacius een proces gaande was tegen enkele christenen. Bij het gerechtsgebouw aangekomen, zou ze een beeld van een van de Romeinse goden van zijn sokkel getrokken en op de grond gesmeten hebben. Daarop werd Eulalia gearresteerd en gemarteld. Uiteindelijk werd ze in opdracht van Dacius verbrand.
Zij heet, onder de heiligen, de jongste van alle martelaren te zijn.
Een gemeente op het Spaanse eiland Ibiza is naar haar genoemd: Sana Eulalia del Río. De kathedraal van Barcelona, de stad waarvan zij beschermvrouwe is, werd aan haar gewijd: de Catedral de Santa Eulàlia. De Spaanse prinses Eulalia was naar haar genoemd.
Eulalia is de patrones van de kraamvrouwen en van de reizigers. Daarnaast geeft ze bijstand bij dysenterie en ongelukken.
In de Rooms-Katholieke Kerk is haar feestdag op 10 december. De orthodoxie viert haar gedachtenis op 22 augustus.

## Wetenswaardig
De Sequentia van de heilige Eulalie, een 9e-eeuwse cantilene over de heilige, wordt beschouwd als de eerste literaire tekst in de langues d'oïl, de taal waaruit het Oudfrans is ontstaan.